# Dix Denney
Pour les articles homonymes, voir Denney (homonymie).
Dix Denney est un guitariste de rock américain. Ancien membre des groupes punks The Weirdos et Thelonious Monster, il a également joué avec les Red Hot Chili Peppers à leurs débuts.